# Akhtang
L'Akhtang (en rus: Ахтанг) és un volcà en escut coronat per un petit estratovolcà basàltic situat a la serralada Sredinni, a la península de Kamtxatka, Rússia, al sud-est del volcà Itxinski. El seu cim s'eleva fins als 1.956 msnm. No se li coneixen erupcions en temps històrics.